# Monday満ちる
Monday満ちる（マンデイ みちる、本名 Monday Michiru Sipiaguine〈旧姓：Mariano〉、1963年8月19日 - ）は、日系アメリカ人の女性ミュージシャン、シンガーソングライター、プロデューサー。 血液型はAB型。旧名は秋吉 満ちる（あきよし みちる）。
父親がアメリカ人（アルト・サックス奏者チャーリー・マリアーノ（Charlie Mariano））で母親が日本人（ピアニスト穐吉敏子）のハーフ。国籍はアメリカ合衆国だが出身地は東京都である。日常会話は日本語でこなせるが、歌詞は英語、日本語のバイリンガル。

## 略歴
8歳でモダン・ダンスとバレエ、11歳でフルートを始めた。The Armstrong Flute AssociationとInterlochen Arts Academyからの奨学金を獲得し、Interlochen Arts Academyに進学。
1987年、映画『光る女』に出演のために来日。第11回日本アカデミー賞新人俳優賞ほかにも2つの賞を受賞。以後「秋吉満ちる」の名で映画、テレビ、CM、DJなどで活動。
1988年にはアニメビデオ「銀河英雄伝説 第1期」のオープニング・テーマ「Skies of Love」の歌・作詞・作曲、1991年には同「第2期」のオープニング・テーマ「I am waiting for You」の歌・作詞・作曲をそれぞれ手がけた。また、同作品中の架空の国家である自由惑星同盟の国歌「自由惑星同盟国歌〜自由の旗、自由の民、レヴォリューション・オブ・ザ・ハート〜」の作詞も手がけている。同盟国歌については、本人は歌唱していない。
1991年、アルバム『mangetsu』をリリース。芸名を「秋吉満ちる」から「Monday満ちる」に改名。
1994年にリリースした『maiden japan』でヨーロッパ各国に輸入盤CDとして発売された。その後は、1995年のアルバム『JAZZ BRAT』ではヨーロッパのほぼ全域、アジア・オセアニア圏、カナダ、南アメリカ圏でリリースされた。2006年には、実母の秋吉敏子との連名によるシングル「HOPE 希望」を発表。
現在はジャズ・トランペッターの夫・アレックス・シピアギンと息子とともにニューヨーク州郊外のロングアイランドに在住。

## ディスコグラフィ

### シングル
- Sunshine After The Rain（1995年7月26日）
- Broken Tears（1996年2月25日）
- You Make Me（1998年7月23日）- beatmania 4thMIXに収録（ショートバージョン)
- YELLOW BIRD（1999年2月24日）
- Play It By Ear（1999年7月14日）
- Tomorrow's Sunrise（1999年10月20日）
- NEW BEGINNINGS（2000年3月23日）春盤
- Chasing After The Sun（2000年6月21日）夏盤
- Fallin'（2000年9月30日）秋盤
- INTROSPECTION（2000年11月22日）冬盤
- HOPE 希望（2006年12月4日）秋吉敏子との連名

### アルバム
- mangetsu（1991年）
- NAKED WITH YOU（1993年4月21日）ミニアルバム
- MAIDEN JAPAN（1994年6月25日）
- GROOVEMENT（1994年9月24日）リミックスアルバム
- Jazz Brat（1995年9月25日）
- Adoption Agency（1996年3月25日）リミックスアルバム
- Delicious Poison（1996年11月25日）
- LOOK INTO THE PAST(TO SEE THE FUTURE) 〜91-97 Best Selection of Monday Michiru（1997年4月25日）ベストアルバム
- MERMAID（1998年2月11日）ミニアルバム
- DOUBLE IMAGE（1998年9月23日）
- PREMIUMIX（1999年3月25日）リミックスアルバム
- Optimista（1999年9月22日）
- 4 SEASONS（2000年12月20日）
- SELECTIONS '97-'00（2001年6月27日）ベストアルバム
- RECOLLECTIONS（2001年6月27日）リミックスカバーアルバム
- Look Into The Past(To See The Future)2〜non-stop mixed by Kaoru Inoue（2002年2月21日）リミックスアルバム
- Episodes in Color（2002年7月24日）
- MOODS（2003年11月12日）
- FREE SOUL COLLECTION（2005年9月21日）ベストアルバム
- ROUTES (2006年2月8日)
- MY EVER CHANGING MOODS (2007年7月4日)
- Co 〜Collaborated works of MM〜 (2007年9月19日) コラボレーションコレクションアルバム
- NEXUS (2008年11月26日)
- ALTER EGO - NEXUS REMIXED (2010年) リミックスアルバム
- DON'T DISTURB THIS GROOVE (2011年5月25日)
- JAZZ CONVERSATIONS (2015年) Monday 満ちる & 秋吉敏子

### DVD
- “ROUTES”Live in Japan（2006年7月5日）

## 主な出演作品

### テレビ出演
- ハートブレイクなんてへっちゃら 第1話「ブルームーン」（1988年、NHK）
- 火曜サスペンス劇場「窓の女」（1989年、日本テレビ） - 主演・小松川亜貴子 役
- 火曜ミステリー劇場「遠い国からの訪問者」（1990年、テレビ朝日）

### ラジオ出演
- CLUB DE TOKIO(J-WAVE) - 初代ナビゲーター(ママさん)

### CM出演
- 郵便貯金 - BGM演奏も含めて

### 映画
- 光る女（1987年） - 小山芳乃 役
- 椿姫（1988年、松竹） - 酒井美紀 役
- ZIPANG（1990年、東宝） - 四天王・マワラメ 役